# 마더링 선데이
마더링 선데이(Mothering Sunday)는 영국에서 제작된 에바 허슨 감독의 2021년 드라마 영화이다. 올리비아 콜맨 등이 주연으로 출연하였다.
제1차 세계 대전 발발을 배경으로 한다. 2021년 7월 9일 2021년 칸 영화제에서 초연되었다.

## 출연

### 주연
- 올리비아 콜맨
- 콜린 퍼스
- 조쉬 오코너

### 조연
- 오데사 영
- 솝 디라이수
- 글렌다 잭슨